# Castlevania III: Dracula's Curse
Castlevania III: Dracula's Curse est un jeu vidéo d'action et de plates-formes sorti en 1989 sur Nintendo Entertainment System, développé et édité par Konami, distribué par Konami aux États-Unis et au Japon, Palcom en Europe.
Cet opus est le 3e volet de la saga Castlevania à être sorti sur Nintendo Entertainment System, et le 5e de la série tous supports confondus.

## Histoire
1476, Valachie. Le comte Dracula est en train de plonger l'Europe dans le mal et les ténèbres, et les efforts menés par les forces armées du continent n'y changent rien. Trevor Belmont, descendant de la famille Belmont, réputée pour leur combat contre le Mal, est appelé en dernier recours pour combattre le comte vampire et ses forces démoniaques.
Armé du fouet Vampire Killer, Trevor part à l'assaut du château de Dracula. Sur son chemin, il fait la rencontre de trois guerriers l'ayant précédé dans sa quête : Grant Danasty, un bandit pirate très agile désireux de venger sa famille décimée par Dracula, Sypha Belnades, une magicienne maîtrisant les pouvoirs élémentaires et au passé douloureux, et Alucard, le fils-même de Dracula et s'étant opposé à ses noirs desseins. 
Les quatre héros unissent leurs efforts pour se frayer un chemin à travers le château et ses alentours et parviennent jusqu'à Dracula, qu'ils vainquent. À la suite de leur victoire, nos quatre héros partirent chacun de leur côté prendre leur destin en main :
- Trevor voit la réputation de sa famille gagner de plus en plus en estime auprès des habitants du pays qu'il a sauvé.

- Grant décide de prêter main-forte à la reconstruction du pays.

- Alucard avait fait ce qui était nécessaire mais, ne pouvant supporter l'idée d'avoir tué son propre père, décide de se plonger dans un sommeil éternel, espérant aussi à ne pas se laisser tenter à suivre le chemin de son père.

- Sypha, cependant, décide de rester avec Trevor car son combat avec lui, et les sentiments développés à son égard, l'a aidée à faire fi de son passé.

## Système de jeu
Le jeu est divisé en quinze niveaux parsemés d'ennemis et de pièges. Le joueur contrôle Trevor Belmont, légendaire chasseur de vampires, armé de son fouet et d'armes secondaires (croix, eau bénite…) consommant des munitions, ces dernières sont trouvables dans des candélabres et parfois sur des ennemis. À la fin de chaque niveau se trouve un boss.
Cependant, contrairement aux précédent opus, le déroulement de la partie diffère selon le chemin emprunté. En avançant dans le jeu, le joueur peut tomber sur des embranchements, débouchant sur un chemin alternatif vers le château. Certains de ses embranchements peuvent amener le joueur à rencontrer différents personnages, pouvant être recrutés ou non et devenir un second personnage jouable, pouvant être alterné avec Trevor en pressant la touche Select. Il est à noter qu'on ne peut avoir qu'un seul équipier à la fois, si l'on recrute un nouvel équipier alors que Trevor est déjà accompagné, l'ancien équipier quitte le groupe.
Chaque recrue possède ses propres points fort et faibles, son utilité dépendant donc de la situation. Ainsi, Grant est plus rapide et peut s'agripper et se déplacer sur les parois, mais son niveau de santé et la portée de son attaque sont assez faibles, sauf sur les versions japonaises du jeux, sur lesquels il peut lancer son arme à volonté. Sypha peut invoquer un sort de feu horizontal, un sort de glace (pouvant paralyser les ennemis, excepté les boss, et les tuer en un coup) et un sort de foudre (trois sphères parcourant l'écran aléatoirement et infligeant d'importants dégâts), mais partage les mêmes faiblesses de Grant. Alucard peut invoquer trois boules de feu filant en ligne droite et se transformer en chauve-souris, pouvant ainsi traverser des pans entiers de niveau sans avoir à combattre. Sa transformation dépend cependant du nombre de munitions et il ne peut pas attaquer dans les escaliers.
Le jeu comprend quatre fins différentes, elles changent en fonction du personnage avec lequel le joueur élimine le boss de fin.

## Commercialisation
Le jeu est inclus dans la compilation Castlevania Anniversary Collection sorti en 2019 sur Windows, Nintendo Switch, PlayStation 4 et Xbox One.

## Accueil
Le jeu est bien accueilli, surtout pour son choix des itinéraires et des personnages, mais les graphismes moyens et la musique répétitive ont été critiqués.

## Postérité
Dracula's Curse est à l'origine de deux autres opus de la série : Castlevania: Symphony of the Night, dont le héros est Alucard, un compagnon de Trevor, ainsi que Castlevania: Curse of Darkness qui se déroule trois ans après la victoire de Trevor. Ce dernier apparaît d'ailleurs en tant que personnage secondaire.